# Ervin Bulku
Ervin Bulku (Tirana, Condado de Tirana, Albania; 3 de marzo de 1981) es un exfutbolista de Albania. Juega de centrocampista y su equipo actual es el KF Tirana de la Kategoria Superiore de Albania.

## Clubes
| Club             | País       | Temporadas |
| ---------------- | ---------- | ---------- |
| KF Tirana        | Albania    | 1998-2007  |
| FC Kryvbas       | Ucrania    | 2007-2010  |
| HNK Hajduk Split | Croacia    | 2010-2011  |
| AZAL PFC Baku    | Azerbaiyán | 2011-2012  |
| Sepahan FC       | Irán       | 2012-2014  |
| KF Tirana        | Albania    | 2014- 2016 |